# Mol-74
mol-74（モルカルマイナスナナジュウヨン）は、日本の4人組ロックバンド。レーベルは11.7（イチイチナナ）。

## 概要
武市和希（Vo, G, Key）、井上雄斗（G, Cho）、坂東志洋（Dr）の3名で2010年に京都で結成。2017年に髙橋涼馬（B, Cho）が加入し現在の4人体制になる。
日常にある身近な感情を歌う武市の透き通るようなファルセットボイスを軸に、北欧ポストロックを思わせる繊細な音作りで注目される。2012年より自主制作でのアルバムリリース後、インディーズで計5枚のミニアルバムをリリースしたのち、2019年4月にそれまでのインディーズでリリースされたミニアルバムを網羅する形で、代表曲の「エイプリル」「％」などを再録した1stアルバム「mol-74」でメジャーデビューした。
2022年12月に自主レーベル「11.7」を設立し、レーベル設立第一弾のミニアルバム『きおくのすみか』を2023年7月19日にリリース。アルバムを引っさげたツアー「きおくのすみかrelease tour」では、全国11箇所を巡りファイナル公演は、六本木EX THEATERにて行い、11月には3度目の中国ツアーを実施し、全公演ワンマンにて敢行。中でも上海公演は即完するなど中国での勢いもみせた。
2025年5月24日に活動休止した。

### バンド名の由来
バンド名の「mol」は、化学の本を読んでいた時に見つけた「集合体」という意味を持つ「mol」単位の「モル」に由来する。モルの語源「molecule」の本来の読みである「モルキュール」を、和製英語風に「モルカル」に変えている。
また「-74」はメンバーが通っていた高校の住所の「1-15-60」のハイフンをマイナスと捉えて引き算した時の計算結果である”-74”が由来。

### 楽曲制作
楽曲の作詞は基本的にはボーカルの武市が手掛けている。作曲は結成してからほとんど武市が作曲を手掛けていたが、2020年ごろから曲の大元を作った人が指揮を採る形にして他のメンバーも曲を作るようになった。
2nd full albumの「OOOREDR」では様々な曲をメンバー各々がある程度アレンジを仕上げて、そこに他のメンバーの意見を採り入れていく感じで作曲をした。

### ファンクラブ
2019年12月2日に、mol-74のオフィシャルファンクラブサイト「cohesion（コヒージョン）」を公式サイトやX（旧Twitter）で発表。翌日の12月3日にサービスが始まった。
「cohesion（コヒージョン）」には分子の凝縮性という意味がありmol-74の名前にmolという分子量の単位が使われていることに因んで、このcohesion（コヒージョン）という言葉が選ばれた。またメンバーのコーナーのほか、過去にYoutubeで公開されていた「molog」(モルログ)と呼ばれる普段は見れないメンバーの素顔や、 制作・ライブ活動の裏側を少しだけ見る事の出来るコーナーがcohesion（コヒージョン）に一部移行された。

## メンバー
武市和希（たけいち かずき）
ボーカル、ギター、キーボード担当
誕生日 7月23日。徳島県出身。徳島市立高等学校(とくしましりつ こうとうがっこう)卒業。
高校を卒業後は小学生の時に夢見ていたパティシエになるという夢を叶えるべく、京都の製菓専門学校に入学し就職。
就職先は音楽との両立を図るべくシフトや休日が決まっている工場スタッフに勤務。ただ、音楽との両立が難しくなり、パティシエを辞めて音楽活動1本に絞った。
日本酒が好き。
cohesion（コヒージョン）では酒好きの武市が勧める酒を紹介するコーナーの「TAKEICHI NO SAKEICHI」を行っている。
井上雄斗（いのうえ ゆうと）
ギター、コーラス担当
誕生日 9月9日 大阪府堺市出身
シークヮーサーとちいかわ、チュッパチャプス、ジブリが好き。
あだ名が「とぅん」と呼ばれている。
cohesion（コヒージョン）では井上が気ままに行きたい場所へ行き、ブログ形式で伝える「トゥン散歩」をおこなっている。
髙橋涼馬（たかはし りょうま）
ベース、コーラス担当
誕生日 12月2日 神奈川県出身 元uremaベーシスト。
10歳まで神奈川県に住んでいた。
ハリネズミの「めんたん」を飼っている。
コーヒー、観葉植物が好き
cohesion（コヒージョン）では髙橋の休日の模様をブログ形式で伝えるコーナーの「たかはしの Yeah! めっちゃホリデイ！」をおこなっている
現在ではseebirds(シーバーズ)というユニットでも活動している。

坂東志洋（ばんどう ゆきひろ）
ドラム担当
誕生日 12月31日 徳島県出身
人見知り。コーラ、写真が好き。
cohesion（コヒージョン）では坂東が購入したカメラで撮り溜めた写真を元にバンドの1ヶ月を振り返るほのぼのブログの「バンド報道ばんきしゃ！」を運営している。

### 主な元メンバー
上坂琢馬（うえさか たくま）
ベース担当。2010年9月から活動を開始したが2011年10月18日に脱退した。
金森（かなもり）
ベース担当。2011年11月から活動を開始し、2012年7月に脱退した。

### サポートメンバー
木村（きむら）
ベース担当。
宅間敬規（たくま たかのり）
ベース,コーラス担当。

## 来歴
2007年
10月 - 武市(Vo)が徳島市立高校のクラスメイトであった坂東(Dr)らを誘い4人編成でmol-74の前進となるバンドを結成。
2010年
6月 - 進学と共に殆んど活動をしていない状況で武市と坂東以外の2人が脱退。
9月 - 元々別のバンドで活動中していた井上(Gt)と上坂(Ba)を誘い、これを機に本格的にmol-74の活動を始める。
2011年
3月 - 京都会館第二ホールで行われた音楽とダンスのイベント『LIVE KIDS 2011』に出演し、1000人の前で演奏しグランプリを獲得。
10月 - ベーシストである上坂が10月18日の京都MOJOでのライブを最後に脱退。
11月 - 知人の紹介で知り合った金森(Ba)が正式にメンバーとして加入が決定。
2012年
7月 - 金森(Ba)が脱退し、サポートに木村を加え活動する。
8月 - ベーシストである金森が脱退。サポートに木村(Ba)を加えて活動再開。
8月18日 - 初のインディーズ1stミニアルバム『18％の描いた季節』をリリースし、同時に初の企画ライブ『18日の描いた季節』を行う。約100人を動員。
9月 - Eo music Tryの1次審査を通過。
10月 - 新しくサポートに宅間敬規(Ba)を加え、新たなmol-74で活動する。
2013年
9月8日 - LIVE会場限定シングルとして「八月の映画」をリリース。
2014年
2月8日 - インディーズ2ndアルバム「ルリタテハ」をリリース。
12月7日 - 「越冬のマーチ」リリースに先立ち、グレイッシュのMVを公開。
2015年
1月4日 - 「越冬のマーチ」リリースに先立ち、アルカレミアのMVを公開。
1月21日 - 初の全国流通版アルバム『越冬のマーチ』をリリース。
10月28日 - 「まるで幻の月を見ていたような」リリースに先立ち、不安定なワルツのMVを公開。
11月25日 - 4thアルバム『まるで幻の月を見ていたような』をリリース。
2016年
7月31日 - 「kanki」リリースに先立ち％のMVを公開。
8月17日 - 5thアルバム『kanki』をリリース。
2017年
4月1日 - エイプリルのMVを公開。
5月24日 - 6thアルバム『colors』をリリース。
11月7日 - 髙橋涼馬（B）が加入して現体制となった。
12月 - mol-74初の中国ツアー『ROCKING BOAT』を開催。
2018年
1月17日 - 現体制となって初のアルバムである『▷ (saisei)』をリリース。また、『▷ (saisei)』のリリースツアーにバンドにとっては2017年冬のイベント出演以来、2度目の中国公演が追加された。
2019年
3月1日 - 1stフルアルバムである『mol-74』に先立ちノーベルのMVを公開。
3月29日 - 1stフルアルバムである「mol-74」に先立ち「Morning Is Coming」のMVを公開。
4月3日 - アルバム『mol-74』でSME Recordsからメジャーデビューを果たした。このリリースを受け4月20日 - 6月7日にmol-74 one-man tour 2019「Morning Is Coming」を開催した。
10月30日 - TeenagerのMVを公開。
11月20日 - メジャー1st EP「Teenager」をリリース。
mol-74がアニメタイアップ初となるテレビ東京系アニメ『BORUTO-ボルト- -NARUTO NEXT GENERATIONS-』のエンディングテーマに「Answers」が起用された。
2021年
1月10日 - Answersを先行配信。
2月12日 - AnswersのMVを公開した。
3月3日 - 初のアニメタイアップ曲を含めたメジャー2nd EP「Answers」をリリース。
mol-74が2度目のアニメタイアップとなる2021年10月から放送のTVアニメ『ブルーピリオド』のEDテーマ「Replica」を担当して2021年11月5日にReplicaのMVを公開した。
10月8日 - Replicaを先行配信。
11月22日 - 2度目のアニメタイアップ曲を含めたメジャー3rd EP「Replica」をリリース。
2022年
2月16日 - Renewを先行配信しMVも公開した。
3月2日 - メジャー2作目のフルアルバムとなる『OOODER』をリリース。そして4月9日 -5月2日にはmol-74「OOORDER」release tourを行った。
11月24日 - 3rdインディーズアルバムであった「越冬のマーチ」がサブスクで配信した。
12月20日 - 自主レーベル「11.7」（イチイチナナ）を設立。
2023年
1月18日 - デジタル配信となる「花瓶」をリリース。
2月27日 - デジタル配信となる「ひびき」をリリース。
6月29日 - 「0.1s」のMUSIC VIDEOのプレミア公開がされた。
7月19日 - 自主レーベル「11.7」（読み：イチイチナナ）から初のリリースとなるミニアルバム『きおくのすみか』をリリースした。さらに8月2日 -9月3日にmol-74「きおくのすみか」release tourを開催した。
8月15日からサンテレビ「ワチャラチャ忍忍」のエンディング曲に「0.1s」が決定した。
11月4日 - airattic(エアラティック)の新曲「月夜」をmol-74が楽曲提供したことを発表した。　また、三日後の11月7日にデジタルシングル「Mooner」をリリースした。
11月15日 - 11月21日 約5年半ぶりの中国でのライブツアーであるmol-74「月路人」ワンマンライブが開催された。
12月19日 - 映画『朝をさがして』の主題歌として、デジタルシングルの「寝顔」が「Mooner」から2か月連続でリリースされた。
2024年
2月25日 - new album『Φ』（読み方：ファイ）のリリースが決定。それに伴い、新しいアーティスト写真を公開した。
4月1日 - 3rdフルアルバムである『Φ』のジャケット、収録楽曲を公開。また、『Φ』のリリースを記念したインストアイベントを実施することが決定した。 　
4月24日 - 「Φ」のリード曲である「BACKLIT」を先行配信。
4月27日 - 「BACKLIT」のミュージックビデオをYoutubeでプレミア公開した。
5月22日 - メジャー三作目のフルアルバムとなる『Φ』をリリース。アルバムタイトルは光の明るさを表す“光束”の量記号であり、直径を表す記号でもあるΦから付けられた。また「Φ」のリリースに伴い6月7日 - 7月15日の期間でmol-74「Φ」release tourを行う事も決定した。また9月には中国で1年ぶりのリリースツアー決定がされた。
7月4日 - mol-74がYoutubeのチャンネル登録者10万人を達成する事に因んだイベント「9.9 to 10 -Youtube」の開催が決定した。
9月5日 - mol-74のOfficial Youtube channelの登録者数が10万人を突破した。
9月9日 - 2ヶ月連続デジタルリリースが決定した事を発表した。この発表も兼ねて新アーティスト写真も公開した。
9月18日 - 2ヶ月連続デジタルリリースの第一弾として「脈拍」をリリースした。
10月9日 - 2ヶ月連続デジタルリリースの第二弾として「また思い出しただけ」をリリースした。
2025年
2月13日 - 同年5月末をもって活動を休止することを発表。
5月15日・24日 - ラストライブ「a fork」を恵比寿ガーデンシアターとKBSホールにてそれぞれ開催し活動休止。

## デイスコグラフィー

### シングル

#### 配信シングル
| 枚       | 発売日         | タイトル           | 収録曲                | 収録アルバム   |
| -------- | -------------- | ------------------ | --------------------- | -------------- |
| 先行配信 | 2019年3月20日  | ノーベル           | 1. ノーベル           | mol-74         |
| 先行配信 | 2019年11月20日 | teenager           | 1. teenager           | OOODER         |
| 先行配信 | 2021年1月10日  | Answres            | 1. Answres            | OOORDER        |
| 先行配信 | 2021年10月8日  | Replica            | 1. Replica            | OOORDER        |
| 先行配信 | 2022年2月6日   | Renew              | 1. Renew              | OOORDER        |
| 1st      | 2023年1月18日  | 花瓶               | 1. 花瓶               | きおくのすみか |
| 2nd      | 2023年2月27日  | ひびき             | 1. ひびき             | きおくのすみか |
| 先行配信 | 2023年6月28日  | 0.1s               | 1. 0.1s               | きおくのすみか |
| 3rd      | 2023年11月7日  | Mooner             | 1. Mooner             | Φ              |
| 4th      | 2023年12月19日 | 寝顔               | 1. 寝顔               | Φ              |
| 先行配信 | 2024年4月24日  | BACKLIT            | 1. BACKLIT            | Φ              |
| 5th      | 2025年9月18日  | 脈拍               | 1. 脈拍               | -              |
| 6th      | 2025年10月9日  | また思い出しただけ | 1. また思い出しただけ | -              |

## 動画

### ライブ映像
| 公開日     | タイトル                                                                                                |
| ---------- | --- |
| 2019/02/28 | [「▷ (Saisei) 」release & live trailer ]                                                                |
| 2021/02/27 | mol-74『瞼』(mol-74 one-man tour 2019「Morning Is Coming」マイナビBLITZ赤坂)                            |
| 2021/03/02 | mol-74『%』(mol-74 one-man tour 2019「Morning Is Coming」マイナビBLITZ赤坂)                             |
| 2021/07/31 | mol-74「Answers」release tour 2021.05.27東京・Zepp DiverCity 「フローイング」「Answers」                |
| 2021/11/10 | mol-74 presents "mol-7.4"2021.07.04Billboard Live YOKOHAMA「約束」「Morning Is Coming」                 |
| 2022/02/28 | mol-74「Replica」release tour 2022.01.16(日)東京・大手町三井ホール「ノーベル」「Replica」               |
| 2022/09/05 | mol-74 presents"mol-7.4" 2022.7.4 Billboard Live OSAKA Digest Movie                                     |
| 2022/09/10 | mol-74 「Replica」-acoustic live session-                                                               |
| 2022/12/24 | mol-74 「acoustic one-man live」2022.11.23 キリスト品川教会 グローリア・チャペル 夜公演「フローイング」 |
| 2024/07/26 | mol-74「tears」(mol-74 presents ”mol-7.4” online)                                                       |
| 2024/08/02 | mol-74「アルカレミア」(mol-74 presents ”mol-7.4” online)                                                |
| 2024/08/12 | mol-74「Couverture」(mol-74 presents ”mol-7.4” online)                                                  |
| 2024/08/25 | mol-74「Saisei」(mol-74 presents ”mol-7.4” online)                                                      |
| 2024/09/02 | mol-74「あいことば」(mol-74 presents ”mol-7.4” online)                                                  |
| 2024/09/06 | mol-74「%」(mol-74 presents ”mol-7.4” online)                                                           |
| 2024/09/19 | mol-74「赤い頬」(mol-74 presents「9.9 to 10 -YouTube」)                                                 |
| 2024/09/24 | mol-74「Renew」(mol-74 presents「9.9 to 10 -YouTube」)                                                  |
| 2024/09/28 | mol-74「0.1s」(mol-74 presents「9.9 to 10 -YouTube」)                                                   |
| 2024/10/01 | mol-74「Teenager」(mol-74 presents「9.9 to 10 -YouTube」)                                               |

## タイアップ一覧
| 使用年 | 曲名    | タイアップ                                                                       |
| ------ | ------- | -------------------------------------------------------------------------------- |
| 2021年 | Answers | テレビ東京系アニメ『BORUTO-ボルト- -NARUTO NEXT GENERATIONS-』エンディングテーマ |
| 2021年 | Replica | MBS/TBS系アニメ『ブルーピリオド』エンディングテーマ                              |
| 2023年 | 0.1s    | サンテレビ『ワチャラチャ忍忍』エンディングテーマ                                 |
| 2024年 | 寝顔    | 映画『朝をさがして』主題歌                                                       |

## ヘヴィー・ローテーション/パワープレイ

### テレビ
| 放送年 | 曲名     | ヘヴィー・ローテーション/パワープレイ    |
| ------ | -------- | ---------------------------------------- |
| 2019年 | ノーベル | スペースシャワーTV2019年4月度POWER PUSH! |

## 楽曲提供
- CYNHN 「氷菓」[21]

作詞を武市（Vo,Gt,Key）が、作曲をmol-74が担当。　
- ECHOLL「目を覚ましてよ」[22]

新田真剣佑と北村匠海がW主演を務める映画『サヨナラまでの30分』の劇中歌。後に2nd EP「Answers」でmol-74がセルフカバーした。
- airattic 「月夜」[23]

作詞を武市（Vo,Gt,Key）が、作曲をmol-74が担当。2024年2月12日に「月夜」のサブスクが解禁された。
- Sou「ことばのこり」[24]

作詞を武市（Vo,Gt,Key）が、作曲・編曲をmol-74が担当。